# ゲシュム島
ゲシュム島（ペルシア語: قشم、英: Qeshm）は、イランの島。ペルシャ湾のホルムズ海峡上に位置し、本土とはクラレンス海峡によって隔てられている。ケシュム島、キシュム島、キシム島などとも表記される。

## 地理

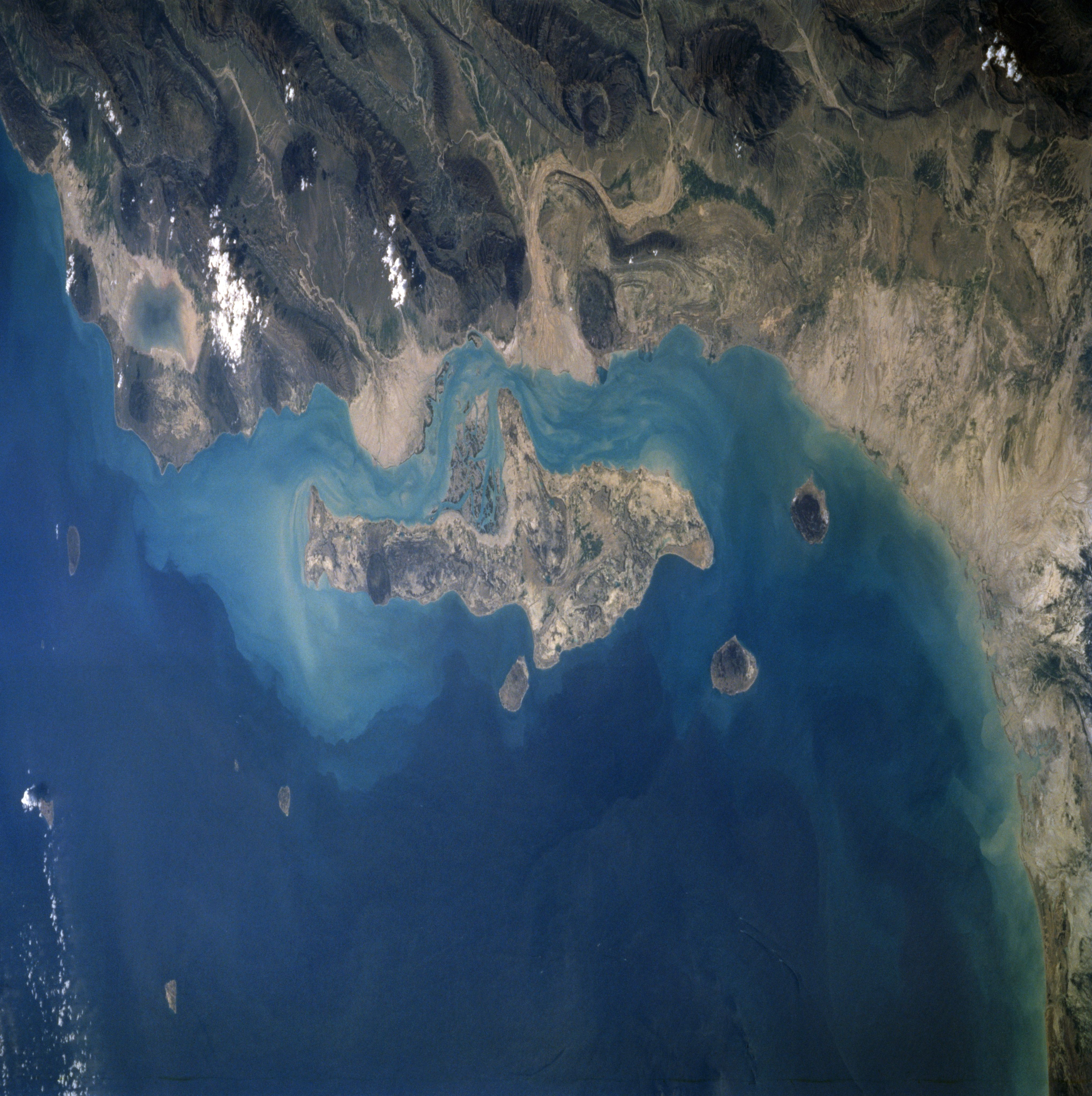
1996年2月に撮影されたゲシュム島の衛星写真

ゲシュム島はイラン南岸のペルシャ湾に位置し、バンダレ・アッバースやバンダレ・カミールといった本土の港町と数キロの距離で向かい合っている。全長は135km、300平方キロメートルが無関税区域に指定されている。ホルムズ海峡の軍事上重要な地に立地しており、60km南にはオマーンのホサブ港、180km南にはアラブ首長国連邦（UAE）のラシッド港がある。幅は最も広い中央部付近で40km、最も狭いところでは9.4kmしかない。総面積は1491平方キロメートルで、バーレーンの2.5倍の大きさ。島の東端に築かれたゲシュム市と本土のバンダレ・アッバースは22km離れているが、島と本土は最も狭いところで2kmしかない。

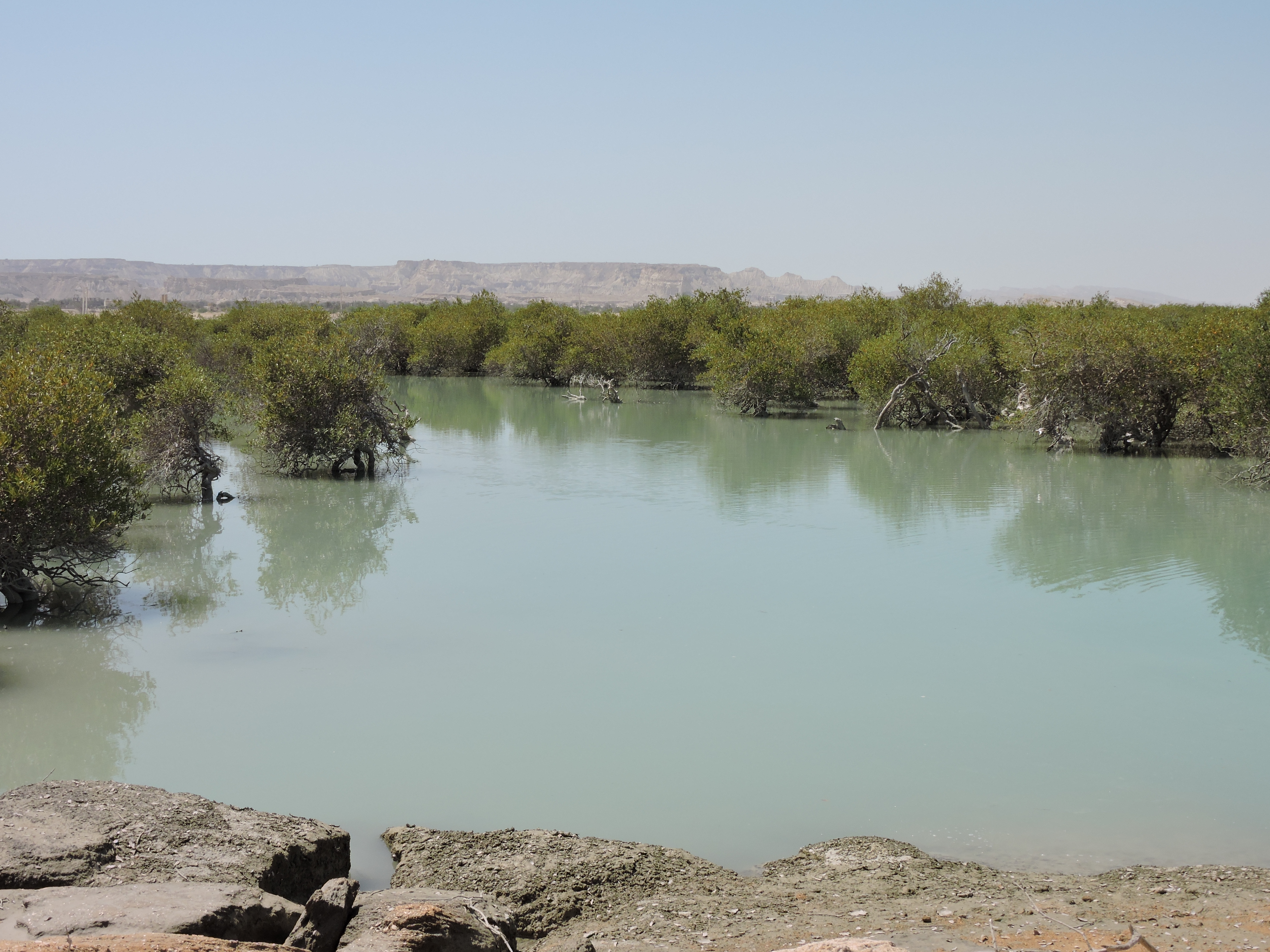
クラレンス海峡のマングローブ

島北部はメフラーン川の河口に面するため、ヒルギダマシのマングローブと干潟が発達し、ウミヘビ、タイマイ、アオウミガメ、ニシハイイロペリカン、サギ、サンカノゴイなどが生息している。この地域は1975年にラムサール条約に登録され、1976年に「ハラー生物圏保護区」としてユネスコの生物圏保護区に指定された。
島には世界最長の岩塩の洞窟などがあるため、2017年にユネスコ世界ジオパークに指定された。
年平均気温は27℃で、6月から8月にかけてが最も暑く10月から1月にかけてが最も寒い。年平均降水量は183.2mm。
島には59の町村があり、10万人が暮らしている。島民は漁業、ダウ船建造、商業、サービス業で生計を立てている。さらに行政、出稼ぎ労働者、学生など3万人が流入している。
イラン本土と島とをつなぐ橋梁を建設する計画が持ち上がっている。

## 歴史

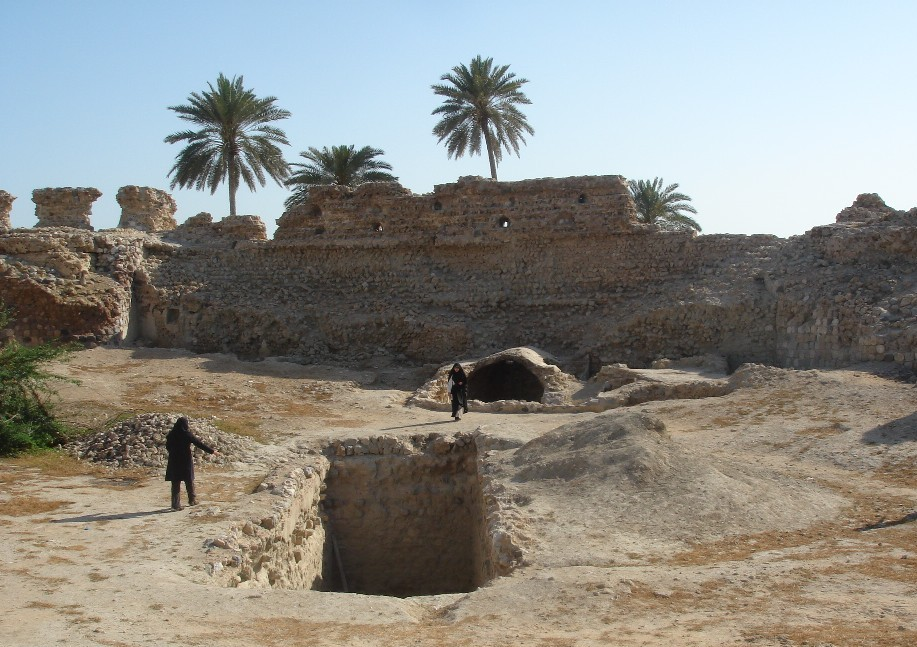
ポルトガルが築いた城塞

イスラム教が成立する以前の文献にも、島に関する記述が確認されている。エラムは島名をQeshm、Keshmなどと表記していたほか、キーシュ島やトゥンブ諸島などとも混同していた。ギリシャのクラウディオス・プトレマイオスは島をアレクサンドリアとかアラシアと呼び、ローマ帝国のマルケリヌス・アンミアヌスもアレクサンドリアと呼んでいた。ペルシャ湾の玄関口という地政学的に重要な立地から、エラム、ウマイヤ朝、アッバース朝、さらにはポルトガルやイギリスの勢力からしばしば攻撃を受けた。その惨害は未だ判然としない。サーサーン朝支配下では、島はアバルカワン（Abarkawan）と呼ばれた。各種史料によると、ゲシュム島は交易と海運の中心地として知られ、とりわけディアラメー時代とブワイフ朝時代には中国、インド、アフリカの船が行き来していた。
探検家のウィリアム・バフィンは1622年にこの島でポルトガル軍と戦い、致命傷を負った。

## 経済

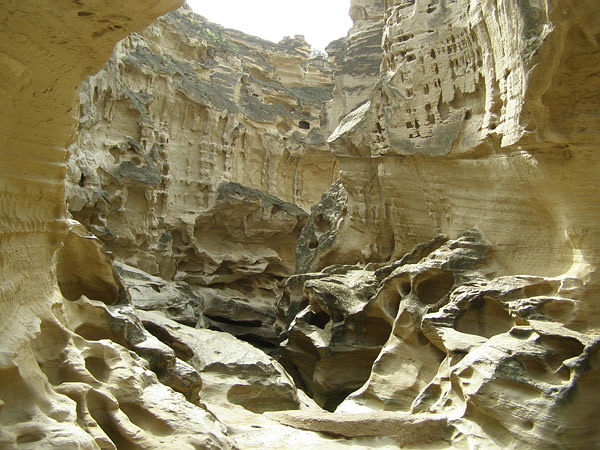
チャークー渓谷

基幹産業は漁業だが、小規模ながらナツメヤシやメロンも栽培されており、南東部の海沿いでは塩もとれる。
ゲシュム島の原生林などはエコツアースポットとして知られている。環境保護論者らによると、世界の鳥類の1.5%、イランの鳥類の25%が毎年、このイラン初の地勢公園に渡ってくる。他にはポルトガルの城塞、歴史あるモスク、セイ・モザファールやビビ・マリャームの聖地、多くの池沼、マングローブ林などが観光名所となっている。数軒の半球形の建物、塩の洞窟、シブデラーズ村のカメ孵化場、多くの港や波止場も名所となる可能性がある。
第一次10ヵ年計画により、1991年に法が改正され無関税区域の設置が認められると、キーシュ島、ゲシュム島、チャーバハールの三地点が無関税化された。さらに、島は欧州と極東の間の最大の自由地域を目指し「貿易の産業の自由地域」に様変わりした。様々な分野での経済成長を促すため、島には政策の自主権と中央からの独立性が与えられた。

## イラン航空655便撃墜事件
1988年7月3日、イラン航空のエアバスA300が島の南でアメリカ海軍のミサイル巡洋艦、ヴィンセンスに撃墜され、290人の民間人が死亡した（イラン航空655便撃墜事件）。機体はゲシュム島南岸の2.5km沖に墜落した。